# Río Tunguska Inferior
El Tunguska Inferior (también conocido como Tunguska Bajo) (del ruso: Река Нижняя Тунгуска o Nizhnyaya Tunguska) es un largo y caudaloso río asiático localizado en el norte de la Siberia rusa, un afluente del curso inferior del río Yeniséi. Su longitud total es de 2989 km y su vasta cuenca drena una superficie de 473 000 km². Administrativamente, el río discurre por el óblast de Irkutsk y el krai de Krasnoyarsk de la Federación de Rusia.

## Geografía

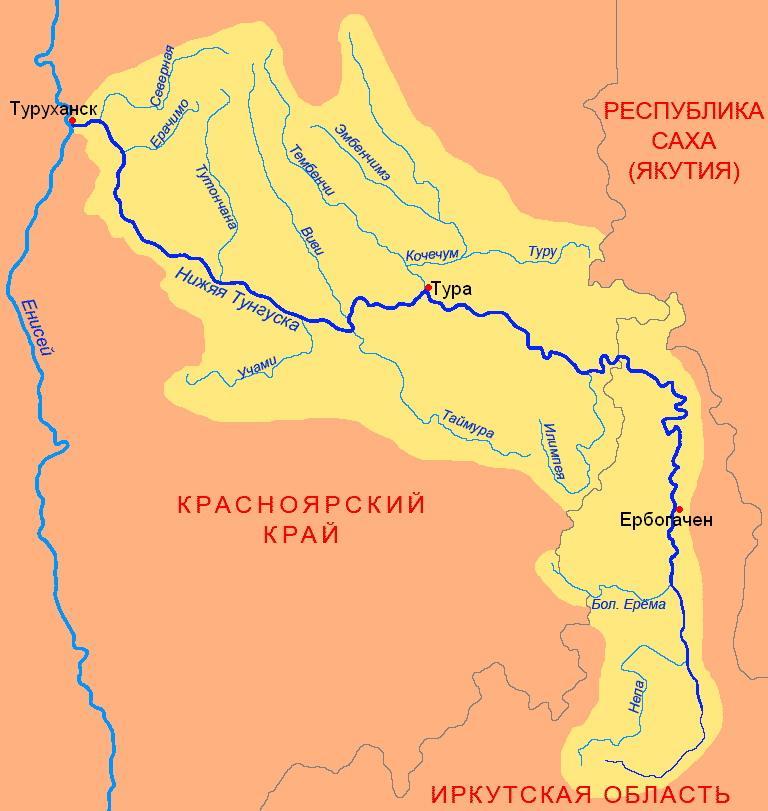
Mapa en ruso del Tunguska Inferior, con las ciudades de Yerbogachen (Ербогачён), Turá (Tура) y Turujansk (Туруханск)

El río Tunguska Inferior nace en un área de baja montaña conocida como Altos del Angara, a una altitud de 800 m, unos 300 km al norte de la ciudad de Bratsk (259 300 habs. en 2002), en el óblast de Irkutsk. A unos 100 km de su fuente, están también las fuentes del río Nepa, uno de sus principales afluentes, y del río Tunguska Pedregoso, que después de un curso completamente diferente, desemboca también en el río Yenisei, a más de 600 km en dirección sur. 
El río discurre al inicio en dirección este y vira pronto hacia el noreste, en un tramo muy montañoso en el que continuamente recibe afluentes de los valles laterales, principalmente desde la margen izquierda. Atraviesa las pequeñas localidades de Verkhnyanya, Nizhne-Karelina y Podvolshino, en un tramo en el que discurre paralelamente y a poquísima distancia (unas pocas decenas de kilómetros) al norte del curso del río Lena (en las proximidades de Kirensk y Aleksejevesk). Mientras el Lena continua hacia el noreste, el Tunguska se encamina decididamente hacia el norte, pasando por Ankudinovka, Sukhanova, Listvenichnaya, Cherkashina, Baykal, Sosnino, Gazhenka y Nepa, donde recibe por la izquierda al ya mencionado río Nepa, que discurre por la ciudad de Ika.
Sigue el Tunguska hacia el norte, en un tramo que discurre por el borde nororiental del óblast de Irkutsk, y en el que es paralelo por el oeste al curso del río Cona. El río pasa por los pequeños asentamientos de Danilovo, Martinova, Potemina, Preobrazhenka, Zhdanovo, Luzhki, Os'kino, Kuria, Ankula, Sil'guisha, Ajan, Bugorkan, Jomakar, Devdevdiak y Dovchochuia. A partir de aquí el río entra en una zona en la que describe muchos y amplios meandros, con multitud de pequeños lagos a los lados de su curso. Pasa por Simenga, Tukal, Nakanno y Kana, donde el río se vuelve hacia el oeste, y tras pasar por Ankacho, al poco se interna en el krai de Krasnoyarsk, en la zona de la meseta de Siberia Central. 
Continua aguas abajo en dirección oeste, inclinándose ligeramente hacia el norte, en una región muy poco poblada, en un tramo aún con un par de amplias curvas en el que baña Yukta, y Ust-Ilimpeya, donde recibe por la izquierda al largo río Ilimpeja (611 km), y luego al Kislokan. Sigue ya un curso más recto, pasando frente a Yeyka, Amo y llega a Turá (5.386 hab.), la ciudad más importante de su curso medio y la principal de los evenki, antigua capital de Evenkía (un desaparecido okrug que en 2007 se incorporó al Krai de Krasnoyarsk). En Turá recibe por la derecha al río Kochechum y luego llega a Nidym, donde recibe por la izquierda al homónimo río Nidym. Siempre en dirección oeste, atraviesa Babkino, y luego Vivi, donde recibe por la derecha al río Vivi, y, pocos kilómetros abajo, y por la izquierda, al río Taymura. Sigue aguas abajo y llega a Uchami, Chiskovo, Tutonchani —donde recibe por la izquierda al río Tutonchana— Kochumdek y Noguinskii.
El río gira hacia el norte, y tras pasar frente a Bugarikta y Bol'shoi Porog, se encamina de nuevo hacia el noroeste. Tras una amplia curva en la que atraviesa Severnaya Rechka, y después de un largo recorrido deja atrás la meseta, para adentrarse en el borde oriental de la gran llanura de Siberia Occidental. Tras unos pocos kilómetros, aborda por la derecha, en su curso bajo, al río Yeniséi, cerca de la ciudad de Turuchansk (4.849 hab.), unos 340 km al sur de Norilsk, la importante ciudad de la desembocadura del río (206.359 hab. en 2008). 
Al igual que muchos otros ríos de Siberia, el gran tamaño de su cuenca no se corresponde con una importancia económica real, debido al rigor del clima de las zonas por las que discurre, de modo que en la cuenca sólo habitan unos pocas decenas de miles de personas. 
El régimen del río es similar a muchos otros ríos de Siberia, con mínimas en invierno y máximas en verano, cuando su caudal puede llegar hasta los 74.000 m³/s. El río está congelado de octubre a mayo.

## Afluentes
El Tunguska Inferior tiene una amplísima cuenca con muchísimos afluentes, sobre todo en su curso alto y medio. Los principales son los siguientes:
- por la izquierda:
  - km 2477: río Nepa (Непа), con una longitud de 683 km, una cuenca de 19 100 km² y un caudal de 20 m³/s;
  - km 2272: río Bol'šaja Erëma (Бол. Ерёма), con una longitud de 411 km y una cuenca de 13 500 km²;
  - km 2147: río Tetea (Тетея), con una longitud de 318 km y una cuenca de 10 300 km²;
  - km 1274: río Ilimpeja (Илимпея), con una longitud de 611 km y una cuenca de 17 400 km²;
  - km 849: río Nidym (Нидым), con una longitud de 379 km, una cuenca de 14 500 km²;
  - km 690 km: río Taymura (Таймура ), con su fuente el Yuzhnaya Taymura (Сев. Таймура), con una longitud de 661 km (solo 454 km), una cuenca de 32 500 km² y un caudal de 87,6 m³/s;
  - km 607: río Uchami (Учами), con una longitud de 466 km y una cuenca de 21 000 km²;

- por la derecha:
  - km 1235: río Ejka (Ейка), con una longitud de 400 km, una cuenca de 18 900 km²y un caudal de 250 m³/s;
  - km 871: río Kochechum (Кочечум), con una longitud de 733 km, una cuenca de 96 400 km², con sus afluentes el río Tembenchi (571 km, una cuenca de 21 600 km² y un caudal de 252 m³/s), Turu y el Ėmbenčime;
  - km 707: río Vivi (Виви), con una longitud de 426 km y una cuenca de 26 800 km²;
  - km 444: río Tutonchana (Тутончана), con una longitud de 459 km y una cuenca de 16 800 km²;
  - km 125: río Yerachimo (Ерачимо (Герасимова)), con una longitud de 218 km y una cuenca de 9140 km²;
  - km 63: río Severnaja (Северная), con una longitud de 331 km, una cuenca de 21 200 km² y un caudal de 200 m³/s;

## La futura construcción de un embalse
A unos 120 km de la boca del Tunguska Inferior está prevista la construcción en 2010 de una enorme presa (presa Touroukhansk) de 200 metros de altura, que alimentará una planta hidroeléctrica que será la más potente del mundo, con una producción de 12.000-20.000 MW. Como consecuencia, en el curso bajo del río se inundaran unos 10 000 km² de bosques y tundra (aproximadamente el tamaño de Líbano o de las islas Hawái), en una zona en la que hay residuos nucleares enterrados. El coste estimado de la planta es de 13 000 millones de rublos. La planta será construida y operada por Hydro-OGK, y la electricidad se canalizará a la Rusia europea mediante una nueva línea de 3500 km de alta tensión. Se prevé el desplazamiento de la población residente, que en su mayoría pertenece al pueblo evenki.